# Шарафиева, Резеда Дамировна
Резеда Дамировна Шарафиева (тат. Резидә Дамир кызы Шәрәфиева; 10 января 1966, Наратлы-Кичу, ТАССР, РСФСР, СССР — 19 июля 2025, Казань, Россия) — татарская эстрадная певица; народная артистка Республики Татарстан (2016).

## Биография
Родилась 10 января 1966 года в селе Наратлы-Кичу.
Интерес к творчеству проявился в детстве. В 1985 году окончила педагогическое Мензелинское учебное заведение, получив специальность учителя начальных классов.
Позже в Казани освоила профессию художника-оформителя. Неоднократно участвовала в различных творческих выступлениях, в том числе в ансамбле «Сердәш». С 2001 года работала в Казанской городской филармонии. В 2003 году окончила театральный факультет Казанского государственного университета кульуры и искусств.
Скончалась 19 июля 2025 года на 60-м году жизни после продолжительной борьбы с раком в Казани. Последние дни провела в больнице. Прощание прошло в казанском культурном центре «Чулпан». Похоронена в родном селе Наратлы-Кичу.

## Звания и награды
- Народная артистка Республики Татарстан (2016)[2].
- Лауреат ежегодного международного фестиваля «Татар жыры».
- Лауреат национальной премии «Болгар радиосы».
- Медаль «За доблестный труд» (Татарстан)[11].